# 八步沙
《八步沙》（英語：Behind Forest Farm），2021年中国大陆剧情片，导演旭泽，编剧陈玉福、王煜，主演李艺科、刘培清。2021年7月8日在中国中央电视台电影频道首播，讲述了甘肃省八步沙林场“六老汉”三代人治沙造林的故事。它是中国共产党建党100周年献礼影片。

## 演员
- 李艺科 出演 高远
- 刘培清 出演 高岭贤
- 杜少杰 出演 徐怀英
- 康轩 出演 黄奇武
- 沈诗雨 出演 兰歌
- 喻庆辉 出演 老兰
- 张铭珂 出演 梁松鹤
- 侯浩然 出演 徐国军
- 李刚 出演 老黄
- 雷承昆 出演 兰振川
- 李彬 出演 供销社主任
- 朱栋青 出演 打井技术员
- 张洪刚 出演 银行行长
- 米金龙 出演 老徐
- 石银山 出演 老陈
- 李天玺 出演 老马
- 梁栋 出演 村民
- 赵艳菊 出演 媒婆
- 严培存 出演 妇女
- 杨艳兰 出演 妇女

## 奖项
| 年份 | 奖项                 | 分类               | 提名者     | 是否得奖 | 备注  |
| ---- | -------------------- | ------------------ | ---------- | -------- | ----- |
| 2021 | 第34届中国电影金鸡奖 | 最佳中小成本故事片 | 《八步沙》 | 提名     | [ 3 ] |
| 2021 | 第34届中国电影金鸡奖 | 最佳男配角         | 刘培清     | 提名     | [ 3 ] |